# XSLT
在计算机科学中，可扩展样式表转换语言（英語：Extensible Stylesheet Language Transformations，缩写）是一种樣式轉換標記语言，可以將XML資料檔轉換為另外的XML或其它格式，如HTML網頁，純文字。XSLT最末的T字母表示英语中的“转换”（transformation）。它是XSL规范中的一部分，目前最新的建議版本為XSL 3.0。
以XSLT進行格式轉換不會變動原始的資料文件；而會以現有資料產生新的內容格式。作為輸入的通常是XML資料檔，或者由支援XQuery和XPath的資料模型處理器，其他來源的資料也能轉換，例如關聯式資料庫表格或地理資訊系統。
XSL规范的另一部分是XSLF（Formatting Objects，代表格式化物件）,又称XSL-FO或XSLFO，目前已逐漸被CSS 3.0所取代。XSLT是一種圖靈完備的語言，它可以指定計算機能執行的任何計算。

## 歷史
XSLT受到函數式編程語言和字串模式匹配語言（如SNOBOL和AWK）的影響。它最直接的前輩是DSSSL，即為SGML的文件樣式描述語言。
- XSLT 1.0版本：XSLT是二十世紀末全球資訊網協會（W3C）可擴展樣式表語言（XSL）開發工作的一部分，該專案還產出了XSL-FO和XPath。編訂XSLT規範的委員會成員，包括編輯James Clark，具備DSSSL的工作經驗。W3C於1999年11月推薦發表了XSLT 1.0規範。
- XSLT 2.0：XSL工作群組在2001年嘗試新創1.1版本中斷之後，與XQuery工作群組合作，產出了根基於XML綱要之上的XPath 2.0，具有更豐富的資料模型和型別系統；而XSLT 2.0是由Michael Kay主導開發的，在2007年1月成為推薦狀態。然而至2010年，XSLT 1.0仍然被廣泛使用，因為用戶端的網路瀏覽器尚未內建支援XSLT 2.0，或因為處於LAMP架構環境中。
- XSLT 3.0：於2017年6月8日成為W3C推薦書。主要新功能有：
  - 流轉換：在以前版本中，整個輸入資料檔必須在處理之前被讀入記憶體，在處理完成之前無法寫到輸出（儘管Saxon有流擴展）。這個工作草案允許XML流，這對於處理記憶體容納不下的過大資料檔，或者在XML管道中連串變換時，是有用處的。
  - 改進大型樣式表的模組化。
  - 改進動態錯誤的處理，例如xsl:try指令。
  - 函數可以作為其他（高階）函數的參數。

## 設計模型與處理

XSL轉換處理程序示意圖

XSLT處理器會取用一或多個XML源資料檔，加上一或多個XSLT樣式表，並處理它們以產生輸出文件。與廣泛實作的指令式編程語言（例如C編程語言）相反，XSLT是宣告式的。基本處理的範式是模式配比。模板規則只定義如何處理特定XPath模式相符的節點，而不是列出在具有狀態的環境中執行的一系列動作；處理器在遇到某一模式符合時，那麼模板規則的內容就包含了，以函數式語句評估的直接成果：即結果樹，它是處理器輸出的基礎。
處理器遵循固定的算法。首先，假設樣式表已經讀取和準備好了，處理器從輸入的XML資料檔建立來源代碼樹。然後處理來源樹的根節點，在樣式表中找到該節點相符的最佳模板，並評估模板的內容。每一個模板中的指令通常要求處理器在結果樹中產生節點，或者與根節點相同的方式，處理來源樹中的其它節點。從結果樹中取得輸出。

## 處理器實作
- Altova RaptorXML 伺服器：支援XSLT 1.0和2.0的跨平台引擎，大部分XPath 3.0，以及XSLT 3.0工作草案中的一些功能；也有XQuery支援。允許指令列操作以及利用COM，Java和.NET的介面，還包括一個內置的HTTP伺服器。
- Exselt：在.NET框架上以F#編寫成的XSLT 3.0流處理器。完全支援XSLT 3.0草案，XPath 3.0推薦標準和XDM 3.0推薦標準。
- libxslt是根據MIT授權發佈的開放函式庫，可商業化且重複使用。它以libxml為基礎並以C語言實作，有快速的效能和可移植性。它支援XSLT 1.0和EXSLT擴展。
  - 在指令列中可執行xsltproc，它包含在macOS和許多Linux版本中，在微軟Windows系統則透過Cygwin使用。
  - Safari瀏覽器的WebKit引擎，和Chrome和Blink佈局引擎，都利用libxslt函式庫進行XSL轉換。
  - 在Python、Perl、Ruby、PHP、Common Lisp、Tcl和C++等編程語言中也有相對的綁定。
- MSXML和.NET。MSXML包括XSLT 1.0處理器。從MSXML 4.0它包括指令列的工具程序msxsl.exe。
- Saxon：XSLT 3.0和XQuery 3.1處理器，有獨立操作的開源和專有版本，也提供了可用於Java，JavaScript和.NET的函式庫。
- QuiXSLT：由Innovimax和INRIA以Java編程語言實作的XSLT 3.0處理器。
- Xalan：來自Apache Software Foundation的開源XSLT 1.0處理器，可以獨立使用，也適用於Java和C++。
- 網路瀏覽器：目前Safari，Chrome，Firefox，Opera 和Internet Explorer這些網路瀏覽器都只支援XSLT 1.0；而如果以Saxon-CE和Frameless這樣的第三方協力產品，則可支援XSLT 2.0。瀏覽器有能力執行XML文件的即時轉換，並在其視窗中顯示輸出。轉換方式有將XSL嵌入到XML資料檔中，或在XML資料檔中以匯入XSL的指示來完成。由於Chrome的保守安全策略，可能無法使用匯入XSL的指示。
- XMLStarlet是“可用於轉換、查詢、驗證和編輯XML資料檔的一組指令列工具程序。它可以將XSLT樣式表應用於XML資料檔”，而且不需要Java。它使用libxslt支援XSLT 1.0。
- Xuriella和Plexippus-xpath是用Common Lisp編程語言實作的XSLT 1.0處理器。

### 效能
早期大多數的XSLT處理器都是直譯器。近來位元組碼越來越普遍，使用可移植的中間語言（如Java位元組碼或.NET中間語言）作為目標。然而，即使是直譯器的成品通常也提供單獨的分析和執行階段，允許在記憶體中建立優化的表達式樹，並可重複使用以執行多重轉換。在線上發行應用程序時，這方式有顯著的性能優勢，其中同樣的轉換每秒可多次應用在不同的來源檔之上。這種分離處理反映在XSLT處理器的應用編程介面（如JAXP）的設計中。
早期XSLT處理器很少被優化過。讀取的樣式表成為文檔物件模型，而XSLT處理器會直接對它們產生作用。XPath引擎也沒有被優化過。但是漸增地，XSLT處理器利用了函數式編程和資料庫查詢語言中發現的優化技術，例如表達式樹的靜態重寫（例如，將計算移出迴圈），以及惰性的串流評估來減少過程中所佔記憶體的足跡（允許處理器對子表達式求值時，“提早退出”而不必執行全部，例如following-sibling::*[1]）。許多處理器還使用比一般DOM實作更有效率（在空間和時間上）的樹表達式。
2014年6月，Debbie Lockett和Michael Kay推出了一個開放源碼的標竿測試框架，名稱為XT-Speedo。

## XPath
XSLT使用XPath來選取資料來源樹的節點集合，並執行相關的轉換運算。XPath還提供了一系列功能，XSLT則將其功能進一步強化。在3.0版本前的XSLT，使用的XPath版本都是相對應的。到了XSLT 3.0版本則將與XPath 3.0或3.1 配合使用。在之前的版本，XSLT和XPath規範在同一天發佈。然而到了XSLT 3.0版本，它不再和XPath的版本同步；XPath 3.0於2014年4月成為推薦書，接著是2017年2月的XPath 3.1；於2017年6月時才推出了XSLT 3.0版本。

## 與 XQuery 比較
XSLT與XQuery的功能之間有互相重疊的部份，XQuery最初被認為是大型XML資料檔集合的查詢語言。XSLT 2.0和XQuery 1.0標準是由W3C內的不同工作群組開發的，它們彼此合作以確保處理作法可以共通地適用。它們都使用相同的資料模型，型別系統和函數庫，並且都包括了XPath 2.0作為子語言。
但這兩種語言因服務於不同社群的需求，而根植於不同的傳統上。XSLT主要被認為是一種樣式語言，主要目標是在網路（當作網頁模板）、在螢幕或紙張，呈現給人類讀者觀看的XML。而XQuery則類比為傳統中的資料庫查詢語言。因為這兩種語言起源於不同的社群，XSLT偏重於處理彈性的敘述式資料應用上，而XQuery則偏重在資料處理方面，例如執行關係聯結的操作。

## 媒體類型
<output>元素可以設定媒體類型的屬性media-type，將結果輸出為該媒體類型（或MIME），例如：

<xsl:output output =“xml”media-type =“application/xml“/>
長時間以來在網際網路上沒有XSLT的註冊媒體類型，text/xsl為實用上的標準。XSLT 1.0規範建議泛用化的屬性text/xml和application/xml，但其中沒有指出媒體類型的屬性值應當如何使用。隨著XSLT 2.0的發表，W3C推薦使用MIME媒體類型application/xslt+xml，之後這種類型已在IANA註冊。
1.0之前的XSLT工作草案在範例中使用了text/xsl，微軟在Internet Explorer和MSXML產品中採用這一媒體類型，而其他瀏覽器的xml樣式表處理指令也廣泛的認可。所以在實作中，瀏覽器使用者若想以處理指令來轉換XML，應使用這種未註冊的媒體類型。

## 範例
關於分組問題請參閱XSLT/Muenchian分組。以下是當作範例中輸入的XML文檔內容：
```
<?xml version="1.0" ?>

<persons>

  
<person
 
username=
"JS1"
>

    
<name>
John
</name>

    
<family-name>
Smith
</family-name>

  
</person>

  
<person
 
username=
"MI1"
>

    
<name>
Morka
</name>

    
<family-name>
Ismincius
</family-name>

  
</person>

</persons>

```

### 例一（從XSL轉換為XML）
以下XSLT樣式表提供了轉換 XML 文檔的模板：
```
<?xml version="1.0" encoding="UTF-8"?>

<xsl:stylesheet
 
xmlns:xsl=
"http://www.w3.org/1999/XSL/Transform"
 
version=
"1.0"
>

  
<xsl:output
 
method=
"xml"
 
indent=
"yes"
/>

  
<xsl:template
 
match=
"/persons"
>

    
<root>

      
<xsl:apply-templates
 
select=
"person"
/>

    
</root>

  
</xsl:template>

  
<xsl:template
 
match=
"person"
>

    
<name
 
username=
"{@username}"
>

      
<xsl:value-of
 
select=
"name"
 
/>

    
</name>

  
</xsl:template>

</xsl:stylesheet>

```

它的評估結果是一個新的XML文檔，有另一種結構：
```
<?xml version="1.0" encoding="UTF-8"?>

<root>

  
<name
 
username=
"JS1"
>
John
</name>

  
<name
 
username=
"MI1"
>
Morka
</name>

</root>

```

### 例二（從XML轉換為XHTML）
如應用以下XSLT樣式表：
```
<?xml version="1.0" encoding="UTF-8"?>

<xsl:stylesheet

  
version=
"1.0"

  
xmlns:xsl=
"http://www.w3.org/1999/XSL/Transform"

  
xmlns=
"http://www.w3.org/1999/xhtml"
>

  
<xsl:output
 
method=
"xml"
 
indent=
"yes"
 
encoding=
"UTF-8"
/>

  
<xsl:template
 
match=
"/persons"
>

    
<html>

      
<head>
 
<title>
Testing
 
XML
 
Example
</title>
 
</head>

      
<body>

        
<h1>
Persons
</h1>

        
<ul>

          
<xsl:apply-templates
 
select=
"person"
>

            
<xsl:sort
 
select=
"family-name"
 
/>

          
</xsl:apply-templates>

        
</ul>

      
</body>

    
</html>

  
</xsl:template>

  
<xsl:template
 
match=
"person"
>

    
<li>

      
<xsl:value-of
 
select=
"family-name"
/><xsl:text>
,
 
</xsl:text><xsl:value-of
 
select=
"name"
/>

    
</li>

  
</xsl:template>

</xsl:stylesheet>

```

將XML輸入文件轉換則產生如下XHTML（為了清楚起見，空格已被調整）：
```
<?xml version="1.0" encoding="UTF-8"?>

<html
 
xmlns=
"http://www.w3.org/1999/xhtml"
>

  
<head>
 
<title>
Testing
 
XML
 
Example
</title>
 
</head>

  
<body>

    
<h1>
Persons
</h1>

      
<ul>

        
<li>
Ismincius,
 
Morka
</li>

        
<li>
Smith,
 
John
</li>

      
</ul>

  
</body>

</html>

```

網路瀏覽器中顯示時，此XHTML會產生如下的輸出。

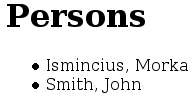
Rendered XHTML generated from an XML input file and an XSLT transformation.

為了使網路瀏覽器能夠自動將XSL轉換應用於顯示的XML文檔，XML的樣式表處理指令可插入XML中。因此若上例二中的樣式表為“example2.xsl”，則以下指令將把它添加到原來輸入的XML中：
```
<?xml-stylesheet href="example2.xsl" type="text/xsl" ?>

```

本範例中，根據W3C規範（其類型應為text/xml），在技術上text/xsl類型是不正確的，但它是2009年以來唯一在瀏覽器之間，有廣泛支援的媒體類型。

## 外部連結
- XSLT 1.0 W3C Recommendation （页面存档备份，存于）
- XSLT 2.0 W3C Working Draft （页面存档备份，存于）

具体应用
- Xalan-Java （页面存档备份，存于）
- Xalan-C++ （页面存档备份，存于）
- libxslt （页面存档备份，存于） the XSLT C library for Gnome
- Sablotron
- SAXON （页面存档备份，存于） by Michael Kay
- XT by James Clark
- Microsoft XSLT engine
- Mozilla has native XSLT support （页面存档备份，存于）
- X-Smiles （页面存档备份，存于） has native XSLT support
- <oXygen/> XSLT editor and debugger （页面存档备份，存于）